# Proefslag
Een proefslag is een speciale, zeer verzorgde slag van een munt, met gepolijste stempels, meer kracht en langzamer geproduceerd. Het resultaat is dat de hoge gedeeltes mat zijn en het veld hoog spiegelend (PROOF).
Een proefslag is geen conditie, PROOF is wel een conditie omdat het geen slag  meer is maar al een onderdeel van het eindproduct.